# Revolution Radio (album Green Day)
| Recensione    | Giudizio |
| ------------- | -------- |
| AllMusic      |          |
| Rolling Stone |          |

Revolution Radio è il dodicesimo album in studio del gruppo musicale statunitense Green Day, pubblicato il 7 ottobre 2016 dalla Reprise Records.
Ha debuttato in cima alla Billboard 200, terzo album del gruppo a raggiungere la vetta della classifica, dopo American Idiot e 21st Century Breakdown.

## Temi
Secondo le parole di Billie Joe Armstrong, l'album «va dalla vita di un tossico a quella di un giocatore d'azzardo, da una madre single a un soldato secondo il modo in cui tutti noi siamo intrecciati gli uni con gli altri». In effetti questo è un album rivoluzionario per il longevo gruppo, perché è il primo composto dopo la disintossicazione del frontman avvenuta nel 2012, la guarigione dal cancro alle tonsille del chitarrista turnista Jason White, e la guarigione della moglie del bassista Mike Dirnt da un tumore.

## Produzione
I primi cenni del fatto che i Green Day stessero lavorando ad un nuovo album risalgono a gennaio 2016, quando il cantante del gruppo pubblicò una foto che lo ritraeva dietro ad un microfono. Il 5 aprile successivo sempre Armstrong pubblicò un video della sua sala prove, per ribadire che il lavoro continuava. Il 1º agosto 2016 il frontman diede un indizio cruciale, scrivendo su un social network "revrad", decifrato subito dai fan più attenti come Revolution Radio; lo stesso giorno, inoltre, venne annunciata la data di uscita del primo singolo dell'album, Bang Bang.

## Tracce
1. Somewhere Now – 4:09
2. Bang Bang – 3:25
3. Revolution Radio – 3:00
4. Say Goodbye – 3:39
5. Outlaws – 5:02
6. Bouncing Off the Wall – 2:40
7. Still Breathing – 3:45
8. Youngblood – 2:33
9. Too Dumb to Die – 3:24
10. Troubled Times – 3:05
11. Forever Now – 6:52
12. Ordinary World – 3:03

## Formazione
- Billie Joe Armstrong – chitarra, voce
- Mike Dirnt – basso
- Tré Cool – batteria

## Classifiche
| Classifica (2016)          | Posizione massima |
| -------------------------- | ----------------- |
| Australia                  | 2                 |
| Austria                    | 4                 |
| Belgio (Fiandre)           | 2                 |
| Belgio (Vallonia)          | 6                 |
| Canada                     | 1                 |
| Danimarca                  | 31                |
| Finlandia                  | 5                 |
| Francia                    | 13                |
| Germania                   | 2                 |
| Giappone                   | 8                 |
| Grecia                     | 6                 |
| Irlanda                    | 1                 |
| Italia                     | 1                 |
| Norvegia                   | 8                 |
| Nuova Zelanda              | 1                 |
| Paesi Bassi                | 4                 |
| Portogallo                 | 8                 |
| Regno Unito                | 1                 |
| Regno Unito (rock & metal) | 1                 |
| Repubblica Ceca            | 4                 |
| Spagna                     | 6                 |
| Stati Uniti                | 1                 |
| Stati Uniti (alternative)  | 1                 |
| Stati Uniti (rock)         | 1                 |
| Svezia                     | 2                 |
| Svizzera                   | 2                 |
| Ungheria                   | 6                 |